# Lellingeria apiculata
Lellingeria apiculata là một loài dương xỉ trong họ Polypodiaceae. Loài này được Kunze ex Klotzsch A.R. Sm. & R.C. Moran mô tả khoa học đầu tiên năm 1991.